# Metropolitana del Tyne and Wear
La metropolitana del Tyne and Wear (in inglese: Tyne and Wear Metro), conosciuta localmente anche solo con il nome di Metro, è una rete di metropolitana leggera del Nord Est dell'Inghilterra che serve Newcastle upon Tyne, Gateshead, South Tyneside, North Tyneside e Sunderland nella regione del Tyne and Wear. Questa metropolitana è anche descritta come il primo sistema moderno di metropolitana leggera del Regno Unito.
Fu aperta nel 1980 e nel 2007—2008 ha effettuato 40 milioni di viaggi sulla rete di 74,5 km. È la seconda maggiore rete delle tre metropolitane del Regno Unito, dopo la metropolitana di Londra.

## Storia

### Progetto e costruzione
I progetti per la Metro furono redatti per la prima volta nel 1973 dalla Tyne and Wear Passenger Transport Authority (oggi conosciuta come "Nexus"). I piani includevano la conversione della rete ferroviaria esistente, che si estendeva per 42 km ed era in disuso, in un sistema di metropolitana elettrificata, con 13 km di nuove infrastrutture per collegarla efficientemente. Questo sistema sarebbe divenuto parte di una rete integrata di trasporti, con gli autobus utilizzati come navette verso i punti di interscambio. I lavori di costruzione ebbero inizio nel 1974, e la rete originale fu aperta a tratti tra il 1980 e il 1984. Da allora, sono state costruite alcune estensioni rispetto allo schema originale, tra cui una per l'aeroporto di Newcastle nel 1991. Nel 2002 fu aperta una tratta di 18,5 km per Sunderland.

#### Percorso
Quando il sistema iniziò ad operare nel 1980, era la seconda ferrovia moderna del Regno Unito, dopo la Merseyrail, ad utilizzare le precedenze per creare una rete moderna di metropolitana leggera, collegandola tramite gallerie costruite appositamente sotto il centro di Newcastle e Gateshead. Esempi precedenti di questo utilizzo delle infrastrutture per il trasporto urbano sono la District, Central e Northern line nella metropolitana di Londra e il RER a Parigi; esempi successivi includono il Metrolink di Manchester e il Tramlink di Croydon.
Gran parte della rete oggi esistente era parte di uno dei primi sistemi al mondo di ferrovia urbana elettrificata, che aprì nel 1904 come Tyneside Electric.
La geometria della Metro include quasi tutte le due ferrovie per il trasporto passeggeri più antiche del mondo: la Newcastle & North Shields Railway (Metro tra Chillingham Road e North Shields) e la Brandling Junction Railway (tra Gateshead e Monkwearmouth, presso lo Stadium of Light). Entrambe aprirono nel 1839, rendendo Metro uno dei più antichi sistemi di trasporto ferroviario locale del mondo. Eccetto nei periodi di lavori di ammodernamento, come ad esempio quando sono state convertite nel sistema Metro, le due linee effettuano continuativamente il servizio passeggeri da oltre 170 anni.
Nel caso della stazione Chichester fu scelto come percorso della ferrovia l'itinerario di una ferrovia mineraria, invece del precedente percorso ferroviario, dato che passava attraverso una zona più densamente popolata rispetto alla precedente stazione High Shields. Questa rappresenta anche la sezione più antica della rete Metro, dato che risale al 1834.
Prima che iniziassero le opere per realizzare il tunnel sotto Newcastle e Gateshead dovettero essere riempite diverse miniere in disuso, alcune risalenti a secoli prima. Il Victoria Tunnel, che aveva permesso il trasporto del carbone sotto la città nel periodo dal 1842 al 1860, dovette essere ispezionato, anche se era in disuso. Non tutto il tunnel è stato preservato, ma alcune sezioni sono state rafforzate e puntellate per permettere lo scavo dei tunnel della metropolitana al di sopra.

#### Distanze
La metropolitana del Tyne and Wear è stata la prima ferrovia del Regno Unito ad operare utilizzando il sistema metrico; tutte le velocità e le distanze sono quotate solamente nel sistema metrico.

#### Integrazione

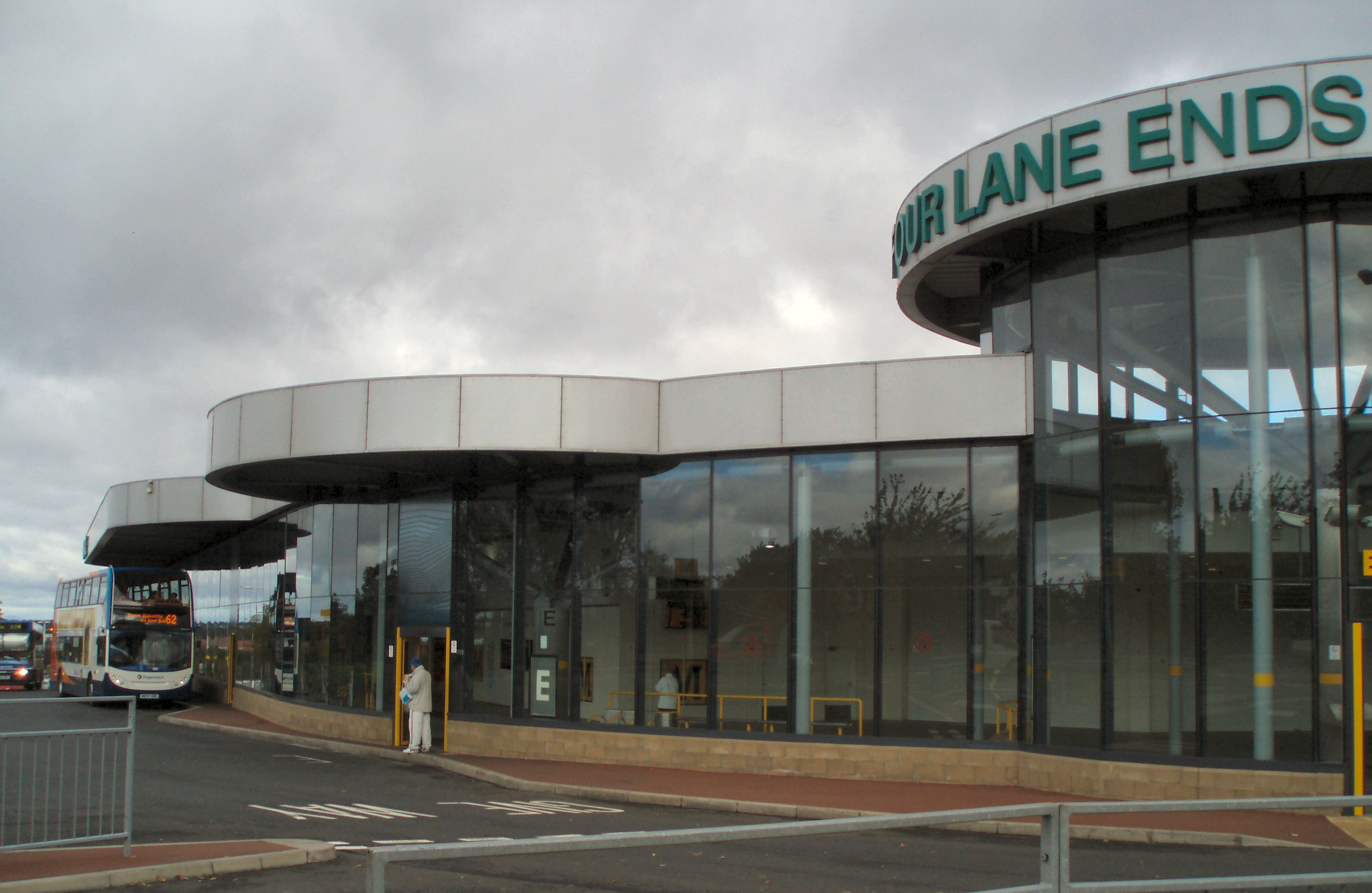
Four Lane Ends, uno dei tanti punti di interscambio delle stazioni della Metro

Quando la Metro aprì, venne presentata come il primo centro di trasporto pubblico con orario cadenzato. La rete metropolitana doveva coprire la parte principale del viaggio, mentre i bus vennero riorganizzati in itinerari più brevi e locali, integrati con l'orario della Metro, per portare i passeggeri da e verso le stazioni, utilizzando un sistema tariffario integrato. Molte opere furono realizzate nelle principali stazioni di interscambio della Metro, come Four Lane Ends e Regent Centre, con la costruzione di parcheggi di interscambio con la rete autobus e Metro. Alcuni passeggeri si lamentarono del fatto che l'integrazione con la metropolitana era stata realizzata con troppo zelo, in quanto ad esempio i bus per Newcastle upon Tyne sarebbero stati obbligati a fermarsi presso la Metro a Gateshead, obbligando i passeggeri a utilizzare la Metro, piuttosto che avere una linea continua fino alla città. L'integrazione durò fino alla deregolamentazione delle linee degli autobus nel 1986. Ancora oggi è possibile acquistare biglietti "Transfare" che permettono di combinare un viaggio in Metro con uno in autobus.

#### Stazioni
Metro sperimentò l'utilizzo della musica classica in alcune stazioni come deterrente al vandalismo. Nel 1998 l'opera Incidental Music to Hassan di Frederick Delius fu scelta da Metro per essere utilizzata come sottofondo negli annunci audio e come deterrente per i vandali. Nel 2005 anche la Metropolitana di Londra iniziò a seguire l'esempio.

### Sviluppi
I tornelli furono dismessi verso la fine degli anni '80. Le barriere furono rimosse da quasi tutte le stazioni, ma in alcuni casi rimangono in uso (permanentemente aperti) come aiuto nel controllo delle folle.
Con l'inaugurazione della tratta verso Sunderland nel 2002, Metro divenne la prima rete nel Regno Unito ad utilizzare una forma di modello Karlsruhe, utilizzando binari condivisi con i treni della linea principale sulla tratta tra Pelaw e Sunderland. La tratta da Sunderland a South Hylton era stata in passato parte della linea da Sunderland a Durham, chiusa poi agli inizi della ristrutturazione del servizio negli anni '60, e fu il secondo segmento della Metro ad essere costruito su una linea ferroviaria in disuso: l'estensione fino all'aeroporto di Newcastle fu costruita perlopiù sull'ex linea diretta a Ponteland.

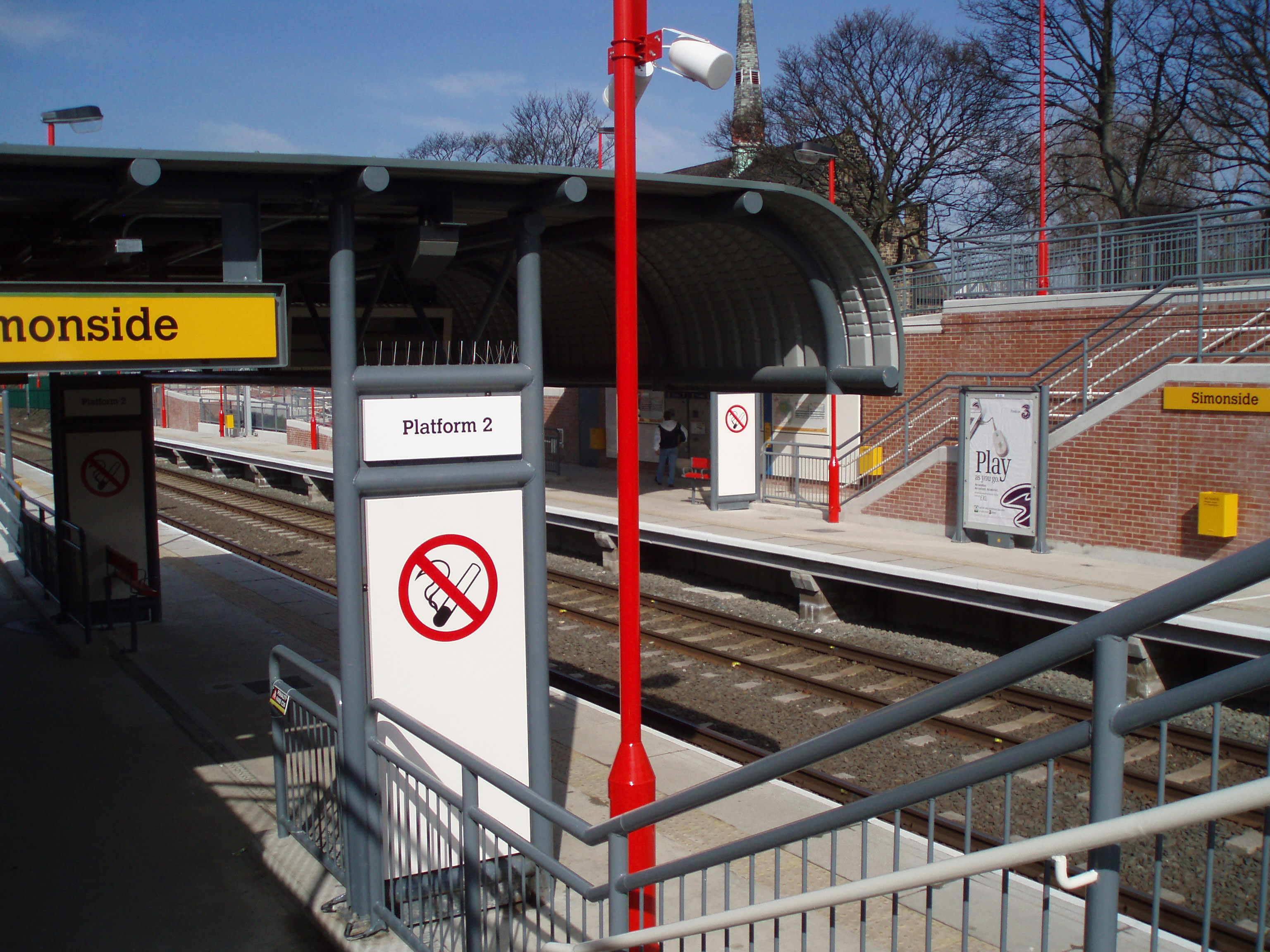
Stazione di Simonside, aperta nel marzo 2008

La stazione più recente della rete, Simonside, aprì il 17 marzo 2008. Costò 3,2 milioni di sterline, in parte finanziati dal Fondo Europeo per lo Sviluppo Regionale, e serve una grande area commerciale e residenziale a South Shields. Nel maggio 2009 il numero di passeggeri salì oltre i 40 milioni per la prima volta in oltre 15 anni.
La flotta di Metro era inizialmente dipinta in due toni, con una livrea in giallo cadmio e bianco che si adattava al design delle stazioni e alla livrea delle flotte dei bus del Tyne and Wear fino al 1986. Nel 1996 fu introdotto un nuovo schema di colori, in rosso pastello, verde o blu con una con un cuneo giallo ad ogni angolo e triangoli gialli sulle porte.
La flotta dei treni fu rinnovata tra il 2011 e il 2015, con mezzi adatti all'utilizzo con sedie a rotelle, e migliore illuminazione e arredo. I treni rimodernati sono dipinti in argento e nero, con giallo sui fronti.

## Rete
La metropolitana consiste di due linee, la verde, che effettua servizio tra l'aeroporto di Newcastle e South Hylton (passando per il centro di Newcastle, Gateshead e Sunderland), e la linea gialla, che effettua servizio tra St James e South Shields (passando per North Shields, Tynemouth e Whitley Bay), per poi chiudere l'anello dirigendosi verso sud passando per il centro, Gateshead e Jarrow).
Elenco delle stazioni (le stazioni in grassetto indicano i capolinea):
In origine vi era anche una "linea rossa" tra Heworth (poi Pelaw) e Benton e una "linea blu" tra St James e North Shields. Su queste linee effettuavano servizio ulteriori treni durante le ore di punta, per aumentare la frequenza presso le stazioni più frequentate. Molti di questi servizi addizionali operano ancora sulla "linea gialla".

Cartina geograficamente accurata della rete

## Forma e distanze

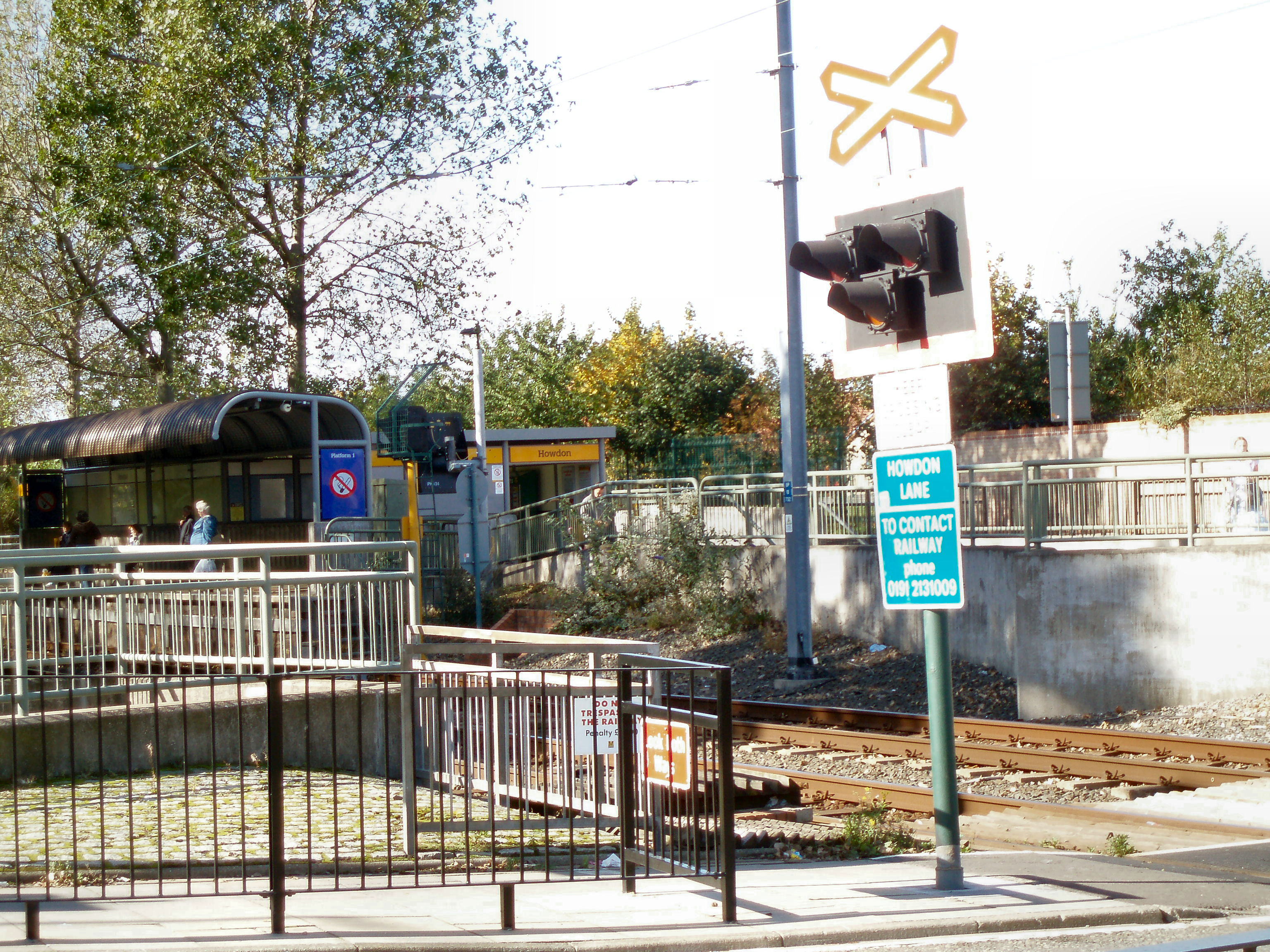
Cartello blu su un palo elettrifico che mostra che Howdon si trova al chilometro 19,732

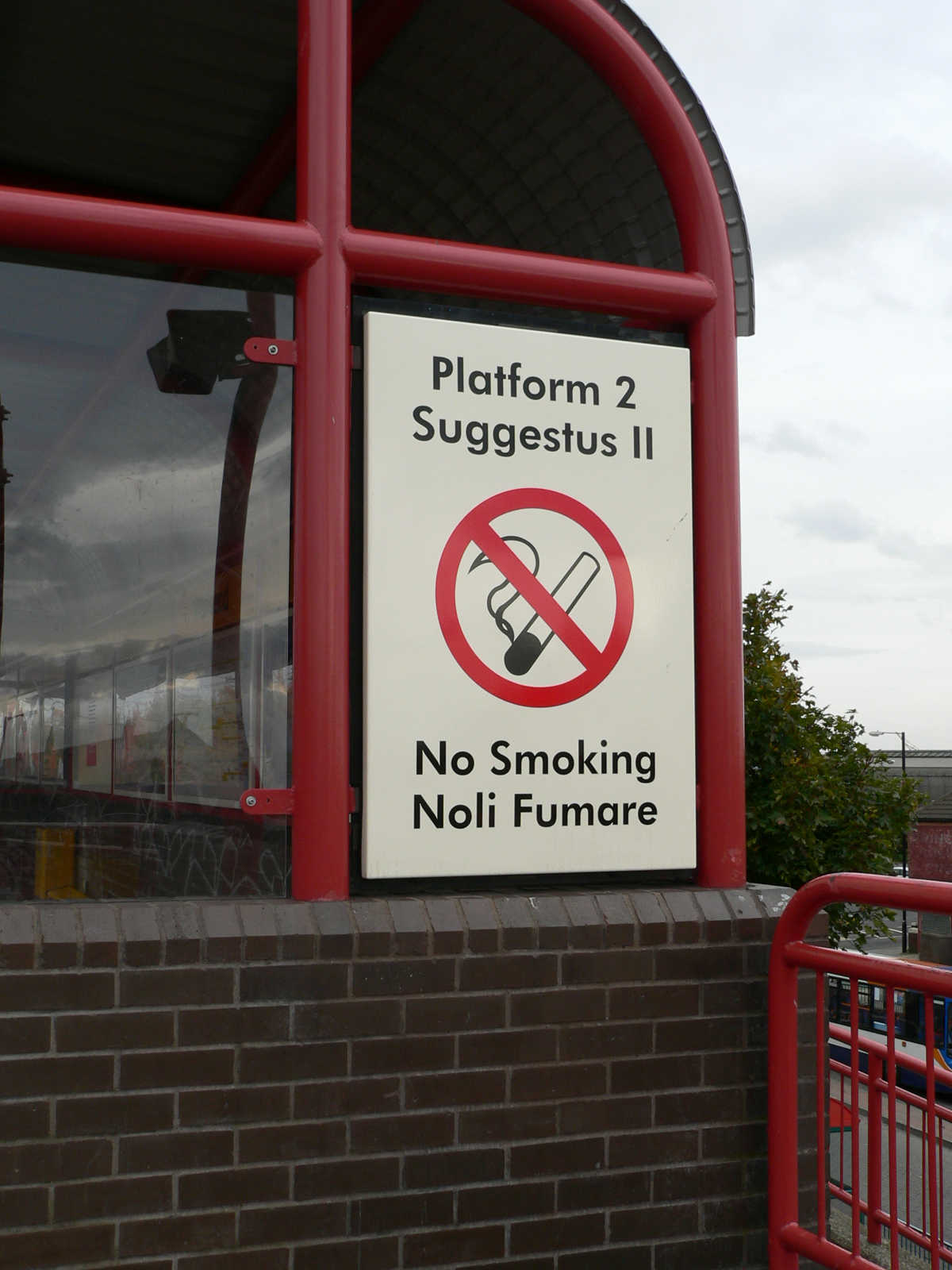
La stazione Wallsend è l'unica del Regno Unito con scritte in latino

La metropolitana del Tyne and Wear era l'unico sistema di trasporto pubblico veloce al mondo con una configurazione a forma di brezel, in cui una linea si interseca con se stessa e i treni passano per la stessa stazione due volte su banchine differenti, come fa la linea gialla alla stazione Monument. Nel 2006 anche la metropolitana di Vancouver in Canada e la rete dei tram RandstadRail nei Paesi Bassi ne hanno seguito l'esempio. Anche la metropolitana di Toronto aveva in precedenza sperimentato la configurazione a brezel nel 1966.
Le distanze sulla rete sono misurate a partire da un punto fisso situato a South Gosforth. Il sistema è metrico, con distanze in chilometri e metri. Le linee sono designate come In ("verso l'interno") e Out ("verso l'esterno"). La linea In corre da St. James a South Shields passando per l'anello interno (linea gialla); la linea Out va in senso opposto. Con le estensioni delle linee, la linea In va dall'aeroporto a South Gosforth, e da Pelaw a Sunderland e South Hylton. I cartelli indicanti le distanze sono montati su tutti i sostegni delle linee aeree di alimentazione. Normalmente si trovano diverse distanze tra le stazioni, a seconda se la direzione è In o Out.
La parte dell'estensione verso Sunderland posseduta da Network Rail è segnalata sia in unità metriche che in miglia. Il punto di confine tra i due sistemi è presso la stazione di Pelaw. Le stazioni più vicine tra loro sono St Peter's e Sunderland; le più distanti tra loro sono Pelaw e Fellgate.